# Szydłówka (województwo mazowieckie)
Szydłówka – wieś sołecka w Polsce położona w województwie mazowieckim, w powiecie łosickim, w gminie Olszanka. 
Wieś leży w południowo-zachodniej części gminy. Obecnie jest tam 73 domy i 282 mieszkańców. Powierzchnia sołectwa liczy 675 ha. 
Wierni Kościoła rzymskokatolickiego należą do parafii św. Jana Chrzciciela w Hadynowie.

## Historia
Osada ta była własnością królewską. W połowie XVI w. wieś ta była pograniczną miejscowością Wielkiego Księstwa Litewskiego, leżącą na terenie ziemi drohickiej. Szydłówka była wsią ruską, genetycznie ukraińską. W inwentarzu zamku mielnickiego z 1545 i 1551 r. miejscowość ta jako Szyłowo wchodzi w skład dzierżawy łosickiej, podległej staroście mielnickiemu.
Nazwa wsi w roku 1580 to Sidlowka, w 1674 r. w źródłach zanotowana jest nazwa obecnie używana. Liczba poddanych w tym roku wynosiła 32 osoby.
Wieś Szydłówka należała w 1827 r. do pow. konstantynowkiego, gm. Olszanka i parafii Hadynów. W roku tym było tam 53 domów 
i 285 mieszkańców. W roku 1880 liczba domów wynosiła 48, a liczba ludności 344.
W zeszycie Urzędowe nazwy wykazano dwie nazwy części Szydłówki: BAGNO i LIPAK. 
Nazwa BAGNO pochodzi od wyrazu pospolitego bagno oznaczającego 'obszar trwale podmokły, porośnięty roślinnością przystosowaną do warunków środowiska, powstający w wyniku utrudnionego odpływu wód opadowych lub gruntowych, w których zachodzi proces tworzenia torfu'. Starsi mieszkańcy pamiętają jeszcze czasy, gdy na obszarze wsi były trzęsawiska gdzie topiły się zwierzęta. Druga nazwa części wsi LIPAK wywodzi się od lip, czyli drzew o gęstej, szerokiej koronie, sercowatych liściach i wonnych kwiatach. Teraz też można spotkać na obszarze wsi dużo takich drzew.
W latach 1975–1998 miejscowość administracyjnie należała do województwa bialskopodlaskiego.